# Abbes Zahmani
Abbes Zahmani est un acteur franco-algérien né le 18 juin 1961.

## Biographie
Après une première formation théâtrale au Conservatoire de Saint-Maur, Abbes Zahmani entre à l'ENSATT (anciennement École de la rue Blanche), puis réussit le concours du Conservatoire national supérieur d'art dramatique (CNSAD) à Paris.
Abbes Zahmani est présent sur les scènes de théâtre dès 1983. Il travaille avec Jérôme Savary, Alain Françon, Bertrand Blier, Jean-Pierre Vincent… Dès 1990, il met en scène des auteurs classiques (Boulgakov, Witkiewicz) et contemporains (Claude Duneton, Mark Ravenhill, Serge Valletti, Paul Emond, Monique Enckell, Nélson Rodrígues) avec lesquels il recueille plusieurs prix (Festival d’Alès, 1990, 1991, 1992).
Il décroche son premier rôle au cinéma en 1984 dans Les Ripoux, de Claude Zidi, puis enchaine avec de nombreux films. Il est remarqué au cinéma dans La vie est un long fleuve tranquille. Il travaille volontiers avec Fabien Onteniente (Grève party, Camping, Disco, Turf) ou Alexandre Arcady (Ce que le jour doit à la nuit, Le Petit Blond de la Casbah). En dehors du registre de la comédie, il joue dans des films comme Le Soleil assassiné, Zim and Co., La Tête de maman ou Délice Paloma. Arabophone, il est également présent sur les écrans algériens.
Il donne également des stages intensifs d'interprétation (par exemple, sur le théâtre russe et américain, avec Azize Kabouche).

## Filmographie

### Cinéma

#### Longs métrages
- 1984 : Les Ripoux de Claude Zidi : Farid, le dealer
- 1984 : Le thé à la menthe de Abdelkrim Bahloul
- 1985 : Le mariage du siècle de Philippe Galland : le spécialiste d'ordinateur
- 1987 : Le miraculé de Jean-Pierre Mocky : le reporter-photographe
- 1988 : La vie est un long fleuve tranquille d'Étienne Chatiliez : Hamed, l'épicier
- 1989 : I Want to Go Home de Alain Resnais : le Concombre masqué
- 1994 : Les Braqueuses de Jean Paul Salomé : Monsieur Ted
- 1997 : L'Autre Côté de la mer de Dominique Cabrera : Djaffar
- 1997 : La Nuit du destin d'Abdelkrim Bahloul
- 1998 : Grève party de Fabien Onteniente : Bartabas
- 1998 : Restons groupés de Jean-Paul Salomé : Max
- 1999 : Merci mon chien de Philippe Galland : Rachid
- 2001 : Lettres d'Algérie d'Azize Kabouche
- 2004 : Le Soleil assassiné d'Abdelkrim Bahloul : Othmane
- 2004 : Viva Laldjérie de Nadir Moknèche : Chouchou
- 2004 : People de Fabien Onteniente
- 2005 : Zim and Co. de Pierre Jolivet : Nourdine
- 2006 : Camping de Fabien Onteniente : Mendez, le garagiste
- 2007 : La Tête de maman de Carine Tardieu : Docteur Malik Kasmi
- 2007 : Délice Paloma de Nadir Moknèche : Monsieur Benbaba
- 2008 : Disco de Fabien Onteniente : Neuneuil
- 2010 : Camping 2 de Fabien Onteniente : Mendez, l'ex-garagiste
- 2010 : Carlos de Olivier Assayas : Abdelaziz Bouteflika
- 2011 : Le Fils à Jo de Philippe Guillard : le Boulon
- 2012 : Ce que le jour doit à la nuit de Alexandre Arcady : Bliss
- 2013 : Turf de Fabien Onteniente : Maurice
- 2013 : Goodbye Morocco de Nadir Moknèche : Mourad
- 2015 : On voulait tout casser de  Philippe Guillard : Monsieur Decazeville
- 2015 : Des Apaches de Nassim Amaouche : Arezki
- 2016 : La Marcheuse de Naël Marandin : le patron du garage
- 2016 : Ares de Jean-Patrick Benes : le vieux médecin
- 2017 : Tazzeka de Jean-Philippe Gaud : Youssef
- 2017 : Si tu voyais son cœur de Joan Chemla : Ali
- 2018 : Nos vies formidables de Fabienne Godet : César
- 2019 : La Vérité si je mens ! Les débuts de Michel Munz et Gérard Bitton : Mordechaï Benamou
- 2020 : La Daronne de Jean-Paul Salomé : Mohamed
- 2022 : Qu'est-ce qu'on a tous fait au Bon Dieu ? de Philippe de Chauveron : Mohamed Benassem
- 2023 : Youssef Salem a du succès de Baya Kasmi : Omar Salem, le père de Youssef
- 2023 : Le Petit Blond de la Casbah d'Alexandre Arcady : Kamel
- 2024 : Six pieds sur Terre de Karim Bensalah : Hamid
- 2024 : La Vallée des fous de Xavier Beauvois : Omar
- 2025 : L'amour, c'est surcoté de Mourad Winter : le père d'Anis

#### Courts métrages
- 1994 : Dadou de Roberto Garzelli
- 1995 : Le Paradis des infidèles de Azize Kabouche : Al Qalanissi, le médecin
- 2008 : Le Jour où Ségolène a gagné de Nicolas Pariser : le chauffeur de taxi
- 2013 : Même pas peur de Franzo Curcio : Jacques

### Télévision
- 1994 : Placé en garde à vue de Marco Pauly - Épisode 5 Le verrou (Série TV)
- 1996 : Julie Lescaut - Saison 5, épisode 3 La Fête des mères de Josée Dayan (Série TV) : L'épicier
- 2002 : La Crim' - Saison 4, épisode 11 Hamman de Jean-Pierre Prévost (Série TV) : Mohamed Ouedim
- 2002 : Navarro - Saison 14, épisode 5 Délocalisation de Patrick Jamain (Série TV) : Lamotte
- 2006 : Joséphine, ange gardien - Saison 10, épisode 5 Remue-ménage de Laurent Lévy (Série TV) : Pinel
- 2007 : Bac + 70 de Laurent Lévy (Téléfilm) : Jean
- 2008 : Clémentine de Denys Granier-Deferre (Téléfilm) : Eusébio
- 2010 : Llob de Bachir Derrais (Série TV Algérienne) : Commissaire Llob
- 2012 : L'Affaire Gordji : Histoire d'une cohabitation de Guillaume Nicloux (Téléfilm) : Le commissaire

## Théâtre

### Rôles
- 1983 : Le Fou et la nonne de Stanisław Witkiewicz, mise en scène Jean-Christian Grinevald, ENSATT
- 1986 : Les Acteurs de bonne foi et La Méprise de Marivaux, mise en scène Philippe Adrien, Conservatoire national supérieur d'art dramatique
- 1986 : L'Avare de Molière, mise en scène Roger Planchon, TNP Villeurbanne, Théâtre Mogador
- 1987 : Les Acteurs de bonne foi et La Méprise de Marivaux, mise en scène Philippe Adrien, Théâtre de l'Athénée-Louis-Jouvet
- 1987 : Pendant que vous dormiez de Robert Pouderou, mise en scène Dominique Bluzet, Petit Odéon
- 1991 : Princesses de Fatima Gallaire, mise en scène Jean-Pierre Vincent, Théâtre Nanterre-Amandiers
- 1996 : Inaccessibles amours de Paul Emond, mise en scène Abbes Zahmani, Théâtre de Nice
- 1999 : L'Avare de Molière, mise en scène Jérôme Savary, Centre national de création d'Orléans, Théâtre national de Chaillot
- 2000 : L'Avare de Molière, mise en scène Jérôme Savary, Théâtre des Célestins
- 2001 : Une femme parfaite de Roger Hanin, mise en scène de l'auteur, Théâtre Marigny
- 2002 : Skinner de Michel Deutsch, mise en scène Alain Françon, Théâtre national de la Colline
- 2003 : Le Pain d'après Abdelkader Alloula, mise en scène Baki Boumaza, Le Forum Le Blanc-Mesnil
- 2003 : Si ce n’est toi d’Edward Bond, mise en scène Alain Françon, Théâtre national de la Colline
- 2004 : Les Sacrifiées de Laurent Gaudé, mise en scène Jean-Louis Martinelli, Théâtre Nanterre-Amandiers
- 2004 : Si ce n’est toi d’Edward Bond, mise en scène Alain Françon, Théâtre de la Manufacture
- 2005 : Platonov- Le Chant du cygne d'Anton Tchekhov, mise en scène Alain Françon, Théâtre national de la Colline
- 2006 : Chaise d'Edward Bond, mise en scène Alain Françon, Festival d'Avignon, Théâtre national de la Colline
- 2006 : Naître d'Edward Bond, mise en scène Alain Françon, Festival d'Avignon, Théâtre national de la Colline
- 2006 : Si ce n’est toi d’Edward Bond, mise en scène Alain Françon, Festival d'Avignon
- 2007 : Kliniken de Lars Norén, mise en scène Jean-Louis Martinelli, Théâtre Nanterre-Amandiers
- 2008 : Chaise d'Edward Bond, mise en scène Alain Françon, Théâtre La Criée, TNBA, TNP Villeurbanne, MC2, Théâtre national de Strasbourg, Théâtre national de la Colline
- 2008 : Kliniken de Lars Norén, mise en scène Jean-Louis Martinelli, Théâtre Nanterre-Amandiers, Le Grand T, Théâtre National de Nice, MC2, Théâtre du Gymnase
- 2009 : Les Fiancés de Loches de Georges Feydeau, mise en scène Jean-Louis Martinelli, Théâtre Nanterre-Amandiers, TNP Villeurbanne, Théâtre national de Bretagne, Théâtre National de Nice, Le Grand T
- 2010 : Désolé pour la moquette de Bertrand Blier, mise en scène de l'auteur, Théâtre Antoine
- 2011 : J'aurai voulu être égyptien d'après Alaa al-Aswani, mise en scène Jean-Louis Martinelli, Théâtre Nanterre-Amandiers
- 2013 : Phèdre de Jean Racine, mise en scène Jean-Louis Martinelli, Théâtre Nanterre-Amandiers
- 2014 : Hollywood de Ron Hutchinson, mise en scène Daniel Colas, Théâtre de la Michodière
- 2015 : En attendant Godot de Samuel Beckett, mise en scène Jean-Pierre Vincent, tournée
- 2016 : La Fiancée orientale de Éliette Abecassis, mise en scène Ninon Brétécher, théâtre du Gymnase

### Mises en scène
- 2020 : La Chienne de ma vie, de Claude Duneton
- 2017 : War and breakfast, de Mark Ravenhill. Festival Avignon 2017
- 2000 : Carton plein, de Serge Valletti
- 1998 : Habib Birthday, de Lounés Tazaïrt
- 1998 : Chère Éléna Sergueïevna, de Ludmilla Razoumovskaia
- 1997 : Doux leurre, d'après Mikhaïl Boulgakov
- 1996 : Malaga, de Paul Emond
- 1995 : Inaccessibles amours, de Paul Emond
- 1995 : Consultations, de Raoul Carson
- 1993 : Dieu merci, on ne meurt qu'une fois, de Monique Enckell
- 1992 : Leurre H, de Henri Michaux et Stanisław Witkiewicz. Prix Spécial du Jury, Printemps du Théâtre national de Chaillot. Prix du public FNAC[1]
- 1992 : Le fou et la nonne, de Stanisław Ignacy Witkiewicz. Prix spécial du Jury au Festival d’Alès, 1992[1]
- 1991 : Robe de mariée, de Nélson Rodrígues. Prix du Public au Festival d’Alès, 1991[1]
- 1990 : La mère, de Stanisław Ignacy Witkiewicz. 1er Prix du Jury au Festival d’Alès, 1990[1]